# Британ, Илья Алексеевич
Илья Алексеевич Британ (первоначальное отчество Александрович, в эмиграции публиковался под именем Илия Британ, фр. Élie Britan; 22 мая (3 июня) 1885, Кишинёв, Бессарабская губерния — 15 декабря 1941, Мон-Валериен, Сюрен, Франция) — русский поэт, публицист, по профессии юрист.

## Биография
Родился в Кишинёве в семье зубного врача (хирурга-стоматолога) Арона (Александра) Исааковича Британа (1857—?) и Софьи Ильиничны (Суры Арон-Эльевны) Готлиб (1859—?), поженившихся за два года до его рождения. Отец в 1880-е годы был ординатором клиники Н. В. Склифосовского, занимался переводами стоматологической литературы с немецкого, итальянского и французского языков. Мать происходила из занятой в зерноторговле кишинёвской купеческой семьи. Дядя, Мендель Ицкович Британ (1862—?), был составителем и издателем ежегодных Настольных литературно-экономических календарей «Бессарабия» (1892—1895). Двоюродный брат — педагог и историк А. Г. Готалов-Готлиб.
Учился в кишинёвской прогимназии, с 1895 года жил в Саратове, где в 1903 году окончил 1-ю Саратовскую гимназию с серебряной медалью. С 1903 по 1908 год с перерывами обучался на юридическом факультете Казанского университета, публиковался в «Казанском телеграфе» под псевдонимами «Б-н», «И. Б.», «Илья Б-н». Защитил диссертацию о наследственных пошлинах в Московском университете, работал помощником у присяжного поверенного М. Л. Мандельштама (1911—1912), затем присяжным поверенным в Москве. Согласно некоторым источникам, принял православие или был близок к христианству.
После революции 1917 года оставался в Москве, работал юристом. В апреле 1921 года беспартийный Британ был избран членом Моссовета, обращался к Ленину по поводу положения беспартийных членов Моссовета, за что подвергся репрессиям, был арестован, сослан в Вологодскую губернию, где работал учителем, затем вновь находился под арестом до 23 апреля 1923 года. Выслан из СССР в 1923 году, жил в Берлине, где выпустил семь поэтических сборников («Богу», 1924; «С детьми», 1924; «Разноцвет», 1924; «На пороге», 1924; «Изгнанники», 1924; «Полдень», 1925; мистерию в стихах «Мария», 1927), сотрудничал с газетой «Руль». Как установил А. Долинин, послужил прототипом Германа Ивановича Буша в романе Владимира Набокова «Дар». Антибольшевистский памфлет «Ибо я — большевик» (1924) написан в виде якобы полученного автором письма от одного из деятелей ВКП(б) (Н. И. Бухарина). Сотрудничал в журнале «Die Weltbühne», который издавал Карл фон Осецкий.
24 марта 1938 года получил повестку о высылке из Германии без имущества в течение семи дней, 6 октября прибыл в Париж с советским паспортом. 12 октября ему было отказано в убежище, но после пересмотра дела 18 ноября 1938 года ему было разрешено остаться во Франции. Его советский паспорт продлевался до 1940 года и всё это время Британ находился под надзором органов безопасности Французской Республики, жил в гостинице в XVI округе (получал ежемесячную финансовую поддержку от Comité d'assistance aux réfugiés israélites), а с июня 1940 года — в квартире своего приятеля по адресу 10 rue du Sergent-Maginot. Сотрудничал с газетой «Возрождение», работал переводчиком. Его жена Габриель Мари Хайман (1907—1939) покончила с собой 9 мая 1939 года.
С установлением режима Виши в октябре 1940 года был наложен запрет на трудоустройство евреев и Британ остался без средств к существованию, а 22 июля 1941 года он был арестован как иностранный подданный еврейского происхождения и депортирован в пересылочный концентрационный лагерь Дранси. Здесь он направил письменный протест руководству лагеря, где указывал, что будучи нерелигиозным, не может рассматриваться евреем и следовательно его арест был незаконным. Последовавшее полицейское расследование заключило, что как высланный из СССР Британ не может рассматриваться коммунистом, но поскольку он получал финансовую поддержку от еврейских благотворительных организаций и его сын Александр (1927—2019) жил в еврейской школе-интернате, то Британ может рассматриваться евреем. Ответственный за арест и высылку евреев инспектор Центрального управления общей разведки Луи Садоски отказал Британу в прошении об освобождении, ссылаясь на то, что издание «Die Weltbühne», в котором он ранее работал, имело прокоммунистическую направленность.
Илья Британ был переправлен в форт Мон-Валериен в Сюрене с группой из 44-х содержащихся в Дранси евреев и расстрелян 15 декабря 1941 года в числе семидесяти заложников во дворе казармы Монруж. Похоронен на кладбище в Сюрене.

Дорогой Сашенька, родное дитя!
Завтра меня не будет. Да послужит тебе утешением только то, что умру я, как жил: чрезвычайно просто. Без позы, без ненужных слов.

О чём я успею подумать в последнюю минуту? Не знаю. Вероятно о тебе, о твоей бедной матери. Больше всего на свете я любил тебя, несчастливую нашу родину, музыку Рахманинова. И ещё… русскую литературу, единственную в мире…— Из письма сыну накануне казни

## Книги
- Ибо я — большевик. Берлин: Типография «Зинабург и К°» — Книготорговое акционерное общество «Логос», 1924.
- Богу. — Берлин: Типография «Зинабург и К°» — Книготорговое акционерное общество «Логос», 1924. — 211 с.
- С детьми. Берлин: Типография «Зинабург и К°» — Книготорговое акционерное общество «Логос», 1924.
- Разноцвет. Берлин: Типография «Зинабург и К°» — Книготорговое акционерное общество «Логос», 1924.
- На пороге. Берлин: Типография «Зинабург и К°» — Книготорговое акционерное общество «Логос», 1924.
- Изгнанники. Берлин: Типография «Зинабург и К°» — Книготорговое акционерное общество «Логос», 1924.
- Полдень. Берлин: Типография «Зинабург и К°» — Книготорговое акционерное общество «Логос», 1925.
- Мария: мистерия. Берлин: Типография «Зинабург и К°» — Книготорговое акционерное общество «Логос», 1927.